# قلمرو بهشت (فیلم)
قلمرو بهشت (به انگلیسی: Kingdom of Heaven) فیلم درام تاریخی حماسی به کارگردانی و تهیه‌کنندگی ریدلی اسکات و نویسندگی ویلیام موناهان محصول ۲۰۰۵ است. این فیلم رویدادهای تاریخی و افسانه‌ای دربارهٔ پیش‌زمینهٔ جنگ صلیبی سوم را به تصویر می‌کشد. تمرکز اصلی بر بالین ابلین است که برای دفاع از پادشاهی اورشلیم در برابر سلطان صلاح‌الدین ایوبی می‌جنگد. بازیگران این فیلم اورلاندو بلوم، اوا گرین، جرمی آیرونز، دیوید تیولیس، برندن گلیسون، مارتون چوکاش، ادوارد نورتون، و لیام نیسون هستند.
قلمرو بهشت در ۶ مهٔ ۲۰۰۵ به‌وسیلهٔ کمپانی فاکس قرن بیستم در سینماها اکران شد و منتقدان نظرات متفاوتی به آن دادند. فروش جهانی این فیلم به ۲۱۸ میلیون دلار رسید. در ۲۳ دسامبر ۲۰۰۵، اسکات نسخهٔ برش کارگردان را منتشر کرد که بسیاری از منتقدان آن را نسخهٔ دقیق فیلم نامیدند.

## داستان
داستان فیلم مربوط به زمان فرانسه در قرون وسطی است؛ در سال ۱۱۸۴ در یک دهکدهٔ فرانسه، بالین یک آهنگر است و از مرگ همسرش که تازه خودکشی کرده سخت آزرده‌خاطر شده و تحت بازجویی قرار دارد. در آن زمان بارون گادفری با افرادش از دهکده عبور می‌کنند، او خود را به عنوان پدر بالین، از ایبلین معرفی می‌کند و از او می‌خواهد که با او به سرزمین مقدس بیاید، اما بالین قبول نمی‌کند. پس از اینکه بالین می‌فهمد که کشیش شهر (برادر ناتنی بالین) دستور داده است همسر وی را قبل از خاک‌سپاری سرش را از بدن جدا کنند، او را می‌کشد و از روستا فرار می‌کند.
بالین به امید جلب آمرزش و رستگاری برای خود و همسرش در اورشلیم به پدرش می‌پیوندد. بعد از فرار بالین اسقف سربازانی برای دستگیری بالین به دلیل کشتن کشیش به دنبال آنها می‌فرستد، اما گادفری از تسلیم کردن بالین خودداری می‌کند و در یک نبرد آنها را شکست می‌دهند اما در این حین تیری به گادفری اصابت می‌کند که در بدن او شکسته می‌شود.
آنها به حرکت خود ادامه می‌دهند تا به مسینا می‌رسند و در آنجا با گای دی لوسیگنان، شوالیهٔ معبد برخورد ناخوشایندی دارند. گادفری که سخت از تیری در بدنش وجود دارد بیمار شده است، بالین را به حضور خود می‌خواند و او را بارون جدید ایبلین و جانشین خود نام‌گذاری می‌کند و به او دستور می‌دهد که به پادشاه اورشلیم خدمت کند و از درماندگان محافظت کند، سپس وی بر اثر زخم تیر تسلیم می‌شود و می‌میرد. در طول سفر بالین به اورشلیم، کشتی او در طوفان غرق می‌شود و او را به عنوان تنها بازمانده زنده نگه می‌دارد. او در آنجا یک اسب پیدا می‌کند اما یک سوارهٔ مسلمان ادعا می‌کند که اسب متعلق به اوست و آنها بر سر اسب با هم درگیر می‌شوند و بالین مجبور می‌شود سوارکار را بکشد اما خادم او را نمی‌کشد و در ازای بردن او به اورشلیم امانش می‌دهد و مرد به بالین می‌گوید که این رحمت باعث شهرت و احترام او در بین سارازن‌ها خواهد شد.
پس از اینکه آنها به اورشلیم می‌رسند از هم جدا شده و بالین برای عبادت و طلب آمرش به کوه مقدس می‌رود ولی از این وضع راضی نمی‌شود. در این بین افراد بارون او را با نشانه‌هایی که دارد می‌شناسند و او را به عنوان بارون جدید می‌پذیرند و وی را به اقامتگاه بارون می‌برند. پس از آن او به قصر شاه می‌رود و با صحنهٔ سیاسی اورشلیم آشنا می‌شود: بالدوین چهارم (پادشاه جذامی)، طبریه (مارشال اورشلیم)، شاهزاده‌خانم سیبلا (خواهرِ پادشاه) که همسر گای و همچنین مادرِ یک پسرِ کوچک از ازدواج قبلی است. گای از وحشیگری‌های ضد مسلمانان شوالیه‌های معبد پشتیبانی می‌کند و قصد دارد آتش‌بسِ شکننده بین پادشاه و سلطان صلاح الدین را برای جنگ با مسلمانان بشکند. بالین به املاک موروثی خود در ایبلین سفر می‌کند، و ساکنان را در حال مبارزه و زمین را تقریباً بی‌حاصل از کمبود آب می‌یابد. او در حالی که درست در کنار کارگران مشغول به کار است، با استفاده از دانش مهندسی خود برای آبیاری زمین‌های خشک و پُرگردوخاک به‌سرعت کار می‌کند. این سرزمین به‌سرعت به زمین‌های کشاورزی سرسبز تبدیل می‌شود که هم زندگی ساکنان را بهبود می‌بخشد و هم باعث احترام مردم به خویش می‌شود. در آن زمان سیبیلا به وی سر می‌زند و او را در حال تعامل با مستأجرانش تماشا می‌کند و سرانجام آن دو عاشقِ یکدیگر می‌شوند.
در سال ۱۱۸۵ گای و متّحدش، رینالد بی‌رحم، به یک کاروان سارازن حمله کردند و صلاح‌الدین به تلافی، به قلعهٔ کیناک رینالد پیشروی کرد. به درخواست شاه اورشلیم، بالین از روستاییان دفاع می‌کند، هرچند که تعداد سپاهیانِ مقابل بسیار زیاد است. در نهایت بالین که دستگیر شده، با خادمی که قبلاً او را آزاد کرده بود روبه‌رو می‌شود و می‌فهمد وی در واقع عمادالدین، صدرال سپاهِ صلاح الدین است. عمادالدین در بازپرداخت رحمت قبلی خود بالین را آزاد می‌کند. صلاح الدین با ارتش خود می‌آید تا کراک را محاصره کند و در آن سو بالدوین با ارتش خود به ملاقات او می‌رود. آنها در مورد عقب‌نشینی مسلمان مذاکره می‌کنند و بالدوین قسم می‌خورد که رینالد را مجازات کند، گرچه انجام این کار او را ضعیف می‌کند.
بالدوین با دانستن اینکه بالین و سیبلا به یکدیگر علاقه دارند، از آنها می‌خواهد که با هم ازدواج کرده و بالین کنترل ارتش را در دست بگیرد، اما بالین از این کار امتناع می‌ورزد زیرا انجام این امر ملزم به اعدام گای و تمپلارها هست. پس از این بالدوین درگذشت و پسر سیبیلا به عنوان بالدوین پنجم، به عنوان سلطنت جایگزین وی می‌شود، و چون سن او کم است سیبیلا سلطنت را در دست می‌گیرد و قصد دارد صلح برادرش با صلاح الدین را حفظ کند. در سال ۱۱۸۶، هنگامی که متوجه شد پسرش مانند دایی اش، بیماری جذام دارد، بسیار ناراحت می‌شود. او که از عقیده رایج لعنت ابدی برای جذامیان مطلع و مغموم بود، تصمیمی دلخراشی را برای پایان دادن به زندگی پسرش در حالی که او آغوشش خوابیده، می‌گیرد. او سپس تاج و تخت را به شوهرش گای می‌دهد و در خلوت می‌رود تا برای پسرش عزاداری کند.
گای، که اکنون پادشاه است، رینالد را آزاد می‌کند تا با قتل خواهر صلاح الدین توسط او جنگ مورد نظرش را آغاز کند. با فرستادن سر مأموران صلاح الدین به سوی وی در سال ۱۱۸۷ به سارازان‌ها اعلان جنگ می‌دهد و بعد از آن قصد ترور بالین را دارد که به سختی از مهلکه جان بدر می‌برد. سپاهیان صلیبی برای شروع جنگ آماده می‌شوند ولی علی‌رغم توصیه بالین برای باقی ماندن در نزدیکی منابع آب اورشلیم، گای به جنگ با ارتش خود رهسپار می‌شود. صلاح الدین در جنگ با صلیبیون خسته و تشنه در نبرد حطین به راحتی پیروز می‌شود و آنها را نابود می‌کند. صلاح الدین گای را به اسارت می‌گیرد، رینالد را اعدام می‌کند و به طرف اورشلیم حرکت می‌کند. طبریه با اعتقاد به اینکه اورشلیم از دست رفته است، به قبرس عزیمت می‌کند، اما بالین همچنان برای محافظت از مردم شهر می‌ماند و برای الهام بخشیدن به آنها هر مرد جنگنده ای را می‌زند. بعد از حمله ای که سه روز به طول انجامید، صلاح الدین ناامید با بلیان دیدار می‌کند. بالین تأکید می‌کند که اگر صلاح الدین تسلیم خود را نپذیرد، وی شهر را نابود خواهد کرد، صلاح الدین موافقت می‌کند که مسیحیان در ازای اورشلیم به سلامت از آنجا خارج شوند. آنها می‌پذیرند بهتر است شهر ویران نشود، زیرا دیگر چیزی برای جنگ وجود ندارد.
در این شهر، بالین با گای تحقیر شده روبرو می‌شود و در یک مبارزه با شمشیر او را شکست می‌دهد، ولی او را نمی‌کشد و به او می‌گوید «مثل یک شوالیه برخیز» به این منظور که هرگز شوالیه نبوده است. در ستون راهپیمایی شهروندان، بالین، سیبیلا را پیدا می‌کند، که از ادعای خود به عنوان ملکه چشم پوشی کرده است. آنها به فرانسه بازمی‌گردند، پس از چندی، شوالیه‌های انگلیسی به رهبری ریچارد شیر دل در حال بازگشت به شهر اورشلیم بودند و در بین راه با بالین که اکنون مدافع مشهور اورشلیم است ملاقات کرده از او می‌خواهند آنها را همراهی کند. بالین به صلیبی‌ها می‌گوید که او دوباره فقط آهنگر است و آنها می‌روند. سیبیلا با بالین به سمت سرزمین ناشناخته‌ها می‌روند و در بین راه از کنار قبر همسر سابق بالین عبور می‌کنند. در یک پایان‌نامه ذکر شده است که «نزدیک به هزار سال بعد، صلح در سرزمین مقدس هنوز دست‌نیافتنی است.»

## بازیگران
- اورلاندو بلوم در نقش بالین ابلین
- اوا گرین در نقش سیبلا، ملکه اورشلیم
- جرمی آیرونز در نقش ریمون سوم، کنت طرابلس
- برندن گلیسون در نقش رینالد شاتیون
- مارتون چوکاش در نقش گی لوزینیان
- ادوارد نورتون در نقش بالدوین چهارم
- لیام نیسون در نقش بارون گادفری
- ولیبور توپیچ در نقش آمالریک
- غسان مسعود در نقش صلاح‌الدین ایوبی
- الکساندر صدیق در نقش عمادالدین
- خالد النوابی در نقش ملا
- کوین مک‌کید در نقش گروهبان انگلیسی
- جان فینچ در نقش هراکلیوس اورشلیمی
- نیکلای کاستر-والدو در نقش کلانتر دهکده
- ایان گلن در نقش ریچارد یکم
- مایکل شین در نقش کشیش دهکده

## بازخورد
در وبگاه جمع‌آوری نقد راتن تومیتوز، ٪۴۰ از ۱۸۹ بررسی منتقدان مثبت است، و میانگینِ امتیاز آن ۵٫۶۰/۱۰ است. اجماع این وبگاه چنین می‌نویسد: «اگرچه قلمرو بهشت یک برداشت عینی و به‌خوبی نمایش‌داده‌شده از جنگ‌های صلیبی است، اما فاقد عمق است.» این فیلم در متاکریتیک که از میانگین وزنی استفاده می‌کند، بر اساس نظر ۴۰ منتقدین امتیاز ۶۳ از ۱۰۰ را کسب کرده که نشان‌گر «نقدهای عموماً مطلوب» است.
راجر ایبرت این فیلم را دیدنی عنوان کرد و پیغام آن را عمیق‌تر از پیغام فیلم گلادیاتورِ اسکات یافت.